# ناحیه نانشا
نانشا (به لاتین: Nansha District) یک منطقه (چین) و state-level new area of the People's Republic of China در جمهوری خلق چین است که در گوانگ‌ژو واقع شده‌است.

## خصوصیات
نانشا ۸۰۳ کیلومترمربع مساحت و ۲۶۰٬۰۰۰ نفر جمعیت دارد.